# Boccardiella hamata
Boccardiella hamata is een borstelworm uit de familie Spionidae. Het lichaam van de worm bestaat uit een kop, een cilindrisch, gesegmenteerd lichaam en een staartstukje. De kop bestaat uit een prostomium (gedeelte voor de mondopening) en een peristomium (gedeelte rond de mond) en draagt gepaarde aanhangsels (palpen, antennen en cirri).
Boccardiella hamata werd in 1879 voor het eerst wetenschappelijk beschreven door Webster.

## Verspreiding
Boccardiella hamata is een borstelworm die van nature voorkomt in de noordwestelijke Atlantische Oceaan en de noordelijke Stille Oceaan. Tegenwoordig komt deze soort voor in tal van gematigde streken, waaronder België (sinds 2001) en Nederland. De borstelworm is wellicht in Europa geïntroduceerd via het transport van schaaldieren voor aquacultuurdoeleinden, maar een verspreiding via internationale scheepvaart behoort tevens tot de mogelijkheden. De soort boort in de kalkschelpen van weekdieren.